# Maria von Heland

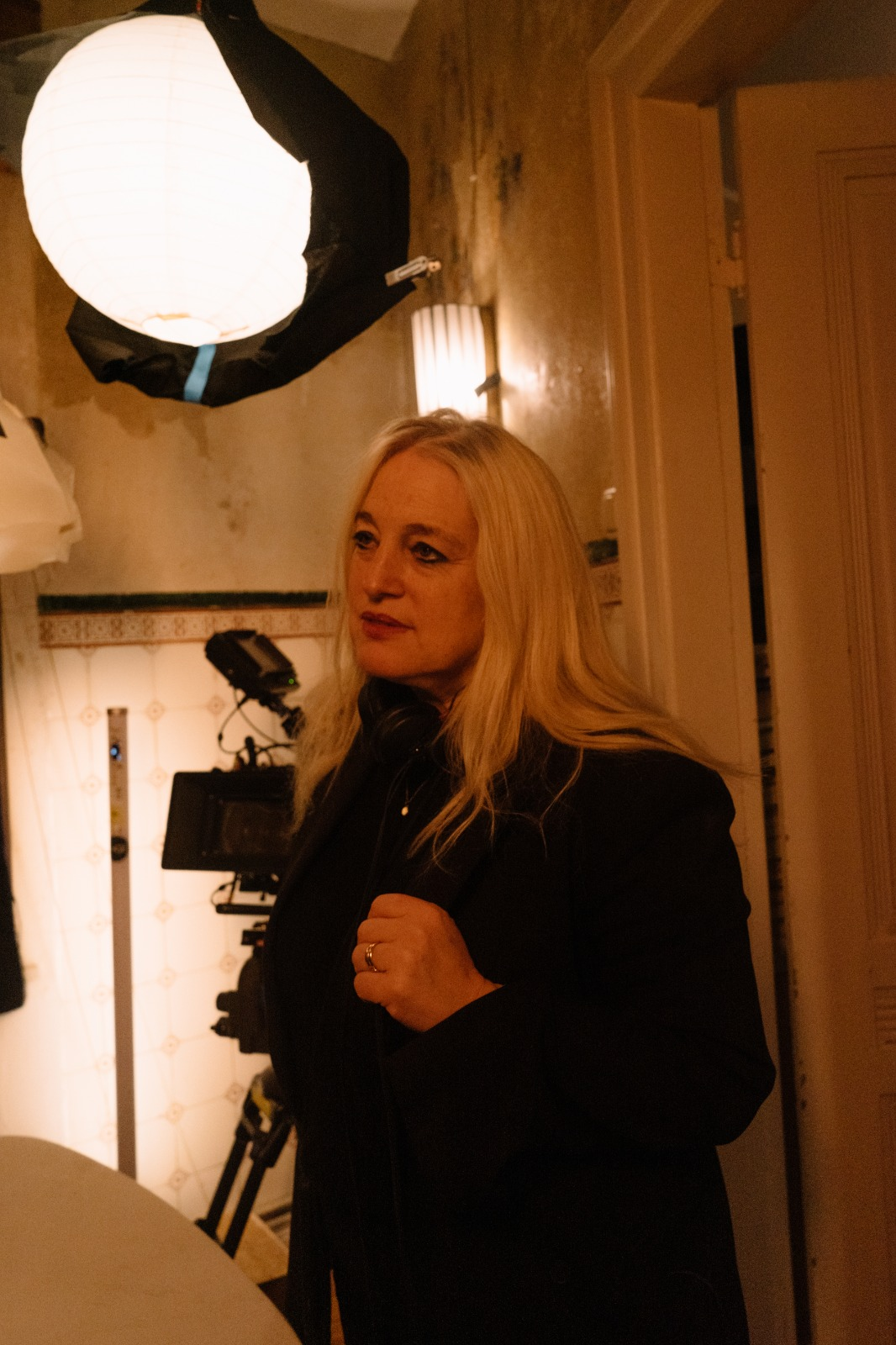
Maria von Heland

Maria von Heland (* 1965 in Stockholm) ist eine deutsche Regisseurin und Autorin.

## Leben
Maria von Heland erwarb 1987 nach ihrer Highschoolausbildung einen Bachelor of Fine Arts am Rider College in Lawrenceville (New Jersey). Zur gleichen Zeit nahm sie in New York Schauspielunterricht. Von 1990 bis 1995 studierte sie Filmwissenschaft am California Institute of the Arts und an der School of Film and Video in Los Angeles. Während dieser Studien war sie 1992 Austauschstudentin an der Konrad Wolf Akademie für Film und Television in Potsdam-Babelsberg.
Mit ihren Kurzfilmen Die Stärkere (1994), Chainsmoker (1997) und Real Men Eat Meat erhielt sie internationale Aufmerksamkeit und Preise wie den Friedrich-Wilhelm-Murnau-Kurzfilmpreis 1997, den Multicurta Award (São Paulo 1998), den International Canal+ Award (1998) sowie den Grand Prix du Court Métrage (Valenciennes 1999). 1999 führte von Heland Regie in dem für den WDR produzierten Fernsehfilm Recycled. Die Schauspielerinnen ihres ersten Spielfilmes Große Mädchen weinen nicht, produziert von Columbia Pictures im Jahr 2002, Anna Maria Mühe, Karoline Herfurth und Jenny Ulrich, wurden anschließend zu renommierten Darstellerinnen des deutschen Films. Zurück in Schweden führte sie Regie in dem Fernsehfilm Orka!Orka! und bei Those Who Whisper mit Pernilla August. Das 2006 gedrehte Filmfeature SÖK war für den schwedischen Filmpreis Guldbagge und den Prix des Amériques in Montreal nominiert. 2007 drehte sie für den Sender Sat.1 Frühstück mit einer Unbekannten mit Julia Jentsch und Jan Josef Liefers. Zu dem Film Hilde über das Leben von Hildegard Knef schrieb sie 2009 das Drehbuch.
Im Jahr 2013 führte von Heland Regie für den Kinderfilm Der Teufel mit den drei goldenen Haaren, der 2014 für einen Emmy nominiert wurde.
Von Heland ist Mitglied im Bundesverband Regie (BVR).

## Filmografie (Auswahl)
| Drehbuch - 1997: Chainsmoker - 1999: Recycled - 2000: England! - 2002: Große Mädchen weinen nicht - 2006: Sök - 2006: Den som viskar - 2008: The Rainbowmaker - 2009: Hilde - 2014: Hectors Reise oder die Suche nach dem Glück - 2019: So einfach stirbt man nicht - 2020: Solo für Weiss – Schlaflos - 2020: Die Erben der Nacht | Regie - 1997: Chainsmoker - 1998: Real Men Eat Meat - 1999: Recycled - 2002: Große Mädchen weinen nicht - 2004: Orka! Orka! (TV-Serie) - 2006: Sök - 2006: Den som viskar - 2007: Frühstück mit einer Unbekannten - 2011: Die Sterntaler - 2013: Der Teufel mit den drei goldenen Haaren - 2014: Göttliche Funken - 2017: Eltern und andere Wahrheiten - 2018: Solo für Weiss – Für immer Schweigen - 2018: Jung, blond, tot – Julia Durant ermittelt - 2019: So einfach stirbt man nicht - 2020: Solo für Weiss – Schlaflos - 2021: Nord Nord Mord – Sievers und der Schönste Tag - 2022: Kolleginnen – Für immer | Künstlerische Leitung und Buch - 2009–2018: The European Film Awards Produktion - 2006: Sök |

## Auszeichnungen
- 1998: Canal+ International Award des Krakauer Filmfestivals für Chainsmoker
- 1999: Kurzfilmpreis des Filmfests Dresden für Real Men Eat Meat
- 1999: Internationale Jurypreise des Cork International Film Festival für Real Men Eat Meat (Bester internationaler Kurzfilm und bester Schwarzweiß-Kurzfilm)
- 2002: Preis der deutschen Filmkritik für England! (gemeinsam mit Achim von Borries und Karin Åström)
- 2003: Nominierung für den New Faces Award für Große Mädchen weinen nicht (Bester Debütfilm)
- 2012: Bayerischer Fernsehpreis in der Kategorie Kinderfilm (Regie) für Die Sterntaler